# تیموتی ری براون
تیموتی ری براون (به انگلیسی: Timothy Ray Brown)(درگذشته ۲۹ سپتامبر ۲۰۲۰) معروف به بیمار در برلین، به عنوان نخستین فرد مبتلا به ایدز بود که احتمالاً به صورت قطعی درمان شده‌است. اما هیچ‌کس دقیقاً مطمئن نیست چه جنبه‌ای از درمان آقای براون به بهبود وی منجر شده بود.
تیموتی ری براون در سال ۱۹۹۵ در دوران دانشجویی در برلین به ویروس ایدز آلوده شد. دوازده سال بعد او برای درمان سرطان خون تحت عمل پیوند مغز استخوان قرار گرفت. براون برای درمان سرطان، نخست تحت پرتودرمانی قرار گرفت تا سلول‌های سرطانی و سلول‌های بنیادی مغز استخوان وی که بیماری را به وجود آورده بودند، کشته شوند. وی سپس پیوند مغز استخوان را از یک اهداکننده سالم دریافت کرد تا سلول‌های خونی تازه در بدنش تولید شود. پس از این فرایند درمانی نه‌تنها سرطان آقای براون بهبود یافت، بلکه میزان ویروس اچ‌آی‌وی نیز تا حد قابل‌ملاحظه‌ای افت کرد. بعد از گذشت ۳۸ ماه، پزشکان نتوانستند اثری از آلودگی به اچ.آی. وی در بدن این فرد پیدا کنند. به عبارت دیگر، همه آزمایش‌ها حاکی از آن بودند که او درمان شده‌است.
براون در ۲۹ سپتامبر ۲۰۲۰ درگذشت.

وی می‌گوید: 
من یک نمونه زنده‌ام که می‌توانم نشان دهم می‌توان ایدز را درمان کرد.